# بویسون
بویسون (به فرانسوی: Buisson) یک کامین در فرانسه است که در Canton of Vaison-la-Romaine واقع شده‌است.

## خصوصیات
بویسون ۹٫۴۹ کیلومترمربع مساحت و ۳۳۵ نفر جمعیت دارد و ۲۱۰ متر بالاتر از سطح دریا واقع شده‌است.